# Vescomtat de Conflent
El Vescomtat de Conflent fou una jurisdicció feudal del comtat de Conflent. El centre en fou Jóc. El primer vescomte esmentat és Eldesind. Guifré fou pare d'Unifred conegut per Falquet, però no és segur que fos vescomte. Unifred fou destituït i li van confiscar el lloc d'Aiguatèbia; el va substituir Miró; el 959 un nou vescomte anomenat Isarn va ser investit amb el lloc d'Aiguatèbia. Aquest Isarn era fill d'un tal Sal·la i de Ricarda, que es creu que era tia del vescomte Guadall d'Osona i de Guisad II bisbe d'Urgell. Isarn tenia un germà anomenat Guifré. Bernat, fill d'Isarn, fou el nou vescomte vers l'any 970, i el seu germà Sal·la fou bisbe d'Urgell. Va morir als tombs de l'any 1000. De la seva muller Guisla de Lluçà va tenir quatre fills: Ermengol (que fou bisbe d'Urgell i va morir el 1035), Gerberga (morta després del 1046), Arnau, vescomte de Conflent (mort després del 1003) i Guisla, que va heretar el vescomtat el 1003 o poc després i es va casar amb Sunifred (vescomte de Cerdanya 983-1032) amb qui va tenir a Bernat II, vescomte de Cerdanya i de Conflent amb el qual s'abandonà el títol de vescomte de Conflent, si bé en temps futurs es va usar algun cop el títol de vescomtes de Jóc (o Vescomtat de Jóc) per referir-se als vescomtes de Cerdanya, ja que Jóc era el lloc principal del vescomtat de Conflent.

## Llista de vescomtes
- Eldesind c. 868
- Guifré ? c. 900
- Unifred Falquet abans 914-947
- Miró 947-959
- Isarn 959-c. 970
- Bernat I c. 970-1000
- Arnau c. 1000-1004
- Guisla c. 1004
- Sunifred (vescomte de Cerdanya) c. 1004-1032
- Bernat II 1032
- Unió al vescomtat de Cerdanya 1032